# クリスチャン・エーリング
クリスチャン・エーリング（Christian Ehring, 1972年9月18日 - ）は、ドイツ出身のコメディアン兼作家。現在、2児の父である。

## 略歴
1972年に、ルハインハウゼンに生まれる。1990年に知り合いと合同で、セントインバーターパンやオーバーンバーガーの石造物など、さまざまな賞を受賞した。
2011年7月には、NDR(ドイツの公共放送局)が制作した風刺番組『Extra 3』の司会に就任した。